# Lucas Gafarot i Santacatalina
Lucas Gafarot i Santacatalina (Sant Just Desvern, Barcelona, 26 de setembre de 1994) és un exfutbolista català. Jugava com a lateral esquerre i va militar al Futbol Club Barcelona B de la segona divisió. Després de dos anys cedit a la UE Cornellà, es va retirar el 2017.